# Türkmén labdarúgó-szövetség
A türkmén labdarúgó-szövetség (türk nyelven: Türkmenistan Futbol Federasiýasy) Türkmenisztán nemzeti labdarúgó-szövetsége. 1992-ben alapították. A szövetség szervezi a türkmén labdarúgó-bajnokságot és a türkmén kupát. Működteti a türkmén labdarúgó-válogatottat és a türkmén női labdarúgó-válogatottat. Székhelye Aşgabatban található.